# Muttahida Majlis-e-Amal
Le Muttahida Majlis-e-Amal (MMA) (en ourdou :  متحدہ مجلس عمل, en anglais : United Council of Action) est une alliance de partis politiques religieux du Pakistan, fondée en 2002. Elle agrège cinq partis islamistes, dont les plus importants sont la Jamaat-e-Islami et la Jamiat Ulema-e-Islam, dans le but de présenter des candidats sous une étiquette commune pour les élections législatives 2002.
La formation a réalisé un score remarquable lors de ce scrutin, en devenant la troisième force politique de l'Assemblée nationale et en obtenant une majorité absolue dans l'une des quatre assemblées provinciales. Malgré ce succès, l'alliance disparait dès 2007 en raison de divergences à propos du boycott des élections législatives 2008. La coalition s'est toutefois reformée dix ans plus tard pour les élections législatives 2018, mais réalise un score bien plus modeste.

## Historique

### Formation et composition

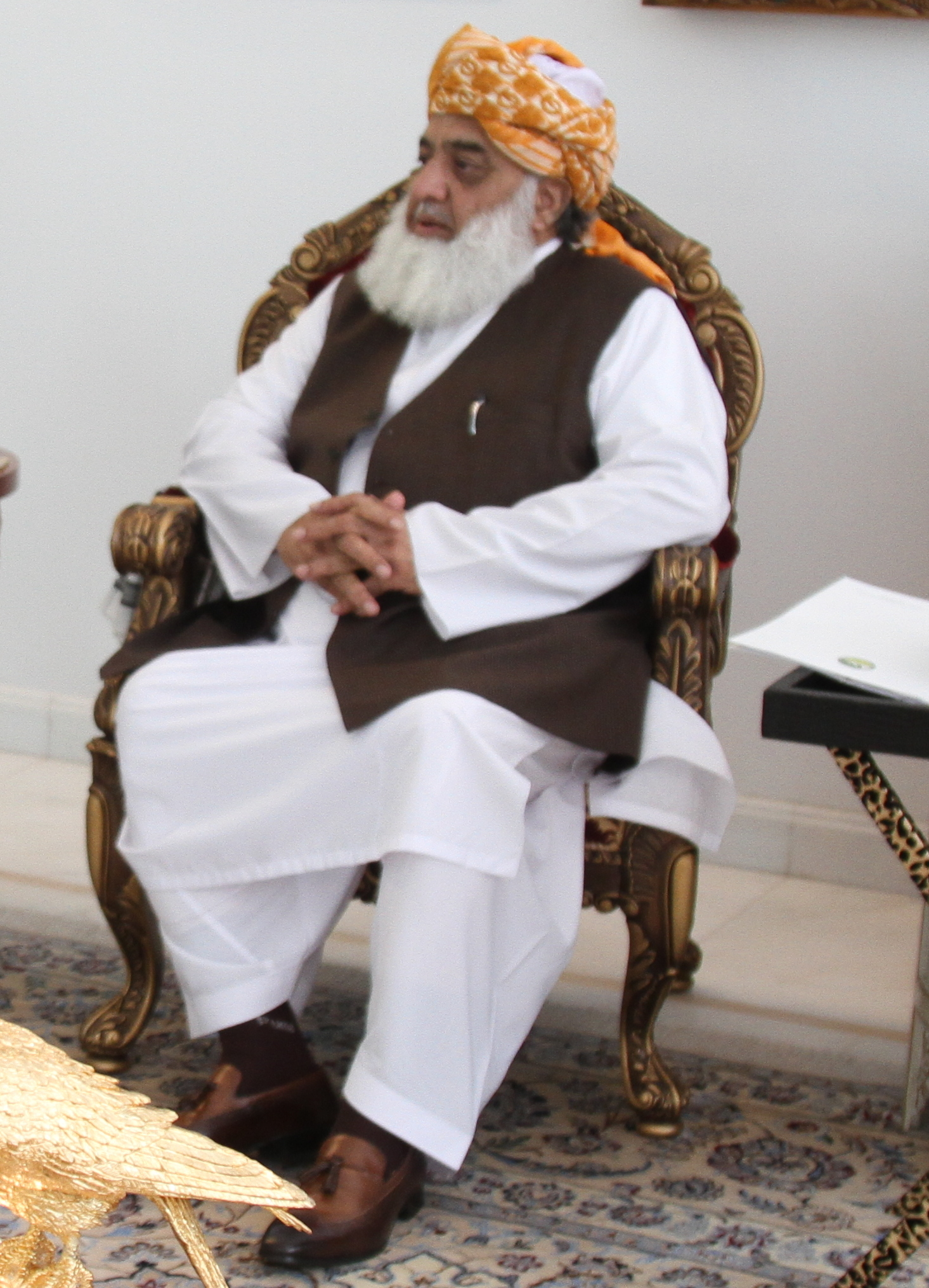
Fazal-ur-Rehman, l'un des dirigeants de l'alliance.

L'alliance politique « Muttahida Majlis-e-Amal » se forme en 2002 en vue de contester les élections législatives de la même année, en opposition au président Pervez Musharraf arrivé au pouvoir en 1999 à la suite d'un coup d’État militaire. Le but était de pouvoir mieux s'imposer dans les circonscriptions en présentant des candidats uniques sous une même étiquette. La plateforme conteste les opérations militaires menées dans les régions tribales et critique un alignement avec les États-Unis.
Les partis sont tous des mouvements religieux et sont principalement sunnites. Les deux principales composantes sont la Jamiat Ulema-e-Islam, dirigée par Fazal-ur-Rehman qui avait soutenu Benazir Bhutto dans les années 1990, et la Jamaat-e-Islami. Les trois autres partis sont la Jamiat Ulema-e-Pakistan, la Jamiat Ahle Hadith et enfin le Tehrik-e-Jafaria, le seul chiite.

### Succès de 2002

Le MMA en jaune sur cette carte des circonscriptions pour les élections de 2002.

Durant les élections législatives 2002, l'alliance réunit environ 3,3 millions de voix soit 11,3 % de l'électorat, et décroche 63 sièges à l'Assemblée nationale, soit 18 % des députés et devient la troisième force du pays.
La coalition remporte également 104 sièges provinciaux, obtenant une majorité absolue à l'assemblée provinciale de Khyber Pakhtunkhwa lui permettant de diriger le gouvernement local seul, ainsi qu'un fort score à l'Assemblée provinciale du Baloutchistan où elle est la seconde force, puis s'allie avec la Ligue musulmane du Pakistan (Q) pour former le gouvernement baloutche,,.
Le MMA s'allie d'abord avec le président Pervez Musharraf, votant notamment une réforme constitutionnelle renforçant ses pouvoirs au détriment du Parlement, avant de le dénoncer en 2004 à cause de son soutien aux États-Unis et des opérations militaires menées contre les talibans, que le MMA estime plus vif que les réponses apportées aux besoins des Pakistanais. Le parti a d'ailleurs reçu un fort soutien dans les régions proches de l'Afghanistan principalement peuplées de Pachtounes.

### Séparation
À l'approche des élections législatives 2008, l'alliance décide un boycott du scrutin en opposition au président Pervez Musharraf, notamment dans le contexte du mouvement des avocats et de l'État d'urgence imposé par le pouvoir. Toutefois, la Jamiat Ulema-e-Islam rompt l'alliance en décidant de participer au scrutin, mettant un terme à la coalition.
En 2012, c'est toutefois Fazal-ur-Rehman qui dirige la Jamiat Ulema-e-Islam qui tente de relancer l'alliance, alors que la Jamaat-e-Islami refuse, critiquant notamment l'alliance de Rehman avec le gouvernement du Parti du peuple pakistanais. En 2013, ces formations religieuses qui se présentent en ordre dispersé réalisent des scores très modestes (3,2 % des voix pour la plus importante).

### Reformation
La résurgence du Muttahida Majlis-e-Amal a lieu le 9 novembre 2017 lors d'une deuxième réunion à Lahore en présence des cinq partis islamistes unis en 2002, soit le Jamiat Ulema-e-Islam (JUI-F), Jamaat-e-Islami, Jamiat Ahle Hadith, Tehrik-e-Jafaria et Jamiat Ulema-e-Pakistan. L'annonce officielle intervient le 14 novembre 2017 à Karachi, ce qui relance la coalition du MMA pour le but d'unir les forces islamistes pour les élections législatives 2018,,.
L'alliance réalise toutefois un score bien plus modeste qu'en 2002, avec 15 députés élus à l'Assemblée nationale et 4,8 % des voix. Elle se place toutefois en seconde position à l'Assemblée du Baloutchistan avec dix députés provinciaux ainsi qu'à l'Assemblée de Khyber Pakhtunkhwa avec treize élus. L'alliance a en effet été concurrencée par l'emergence d'un nouveau parti islamiste plus radical, le Tehreek-e-Labbaik Pakistan. Lui-même défait dans les urnes et dénonçant des fraudes, le président du MMA Fazal-ur-Rehman propose un boycott des assemblées mais en est dissuadé par les autres dirigeants de l'alliance.

## Résultats électoraux

### Élections législatives
| Année | Voix          | %             | Sièges        | Gouvernement  |
| ----- | ------------- | ------------- | ------------- | ------------- |
| 2002  | 3 335 643     | 11,41         | 59 / 342      | Coalition     |
| 2008  | 769 638       | 2,22          | 7 / 342       | Coalition     |
| 2013  | Parti dissout | Parti dissout | Parti dissout | Parti dissout |
| 2018  | 2 541 520     | 4,81          | 15 / 342      | Opposition    |